# إنريكو بريغنولا
إنريكو بريغنولا (بالإيطالية: Enrico Brignola) (8 يوليو 1999 بكازيرتا في إيطاليا - ) هو لاعب كرة قدم إيطالي في مركز الهجوم. لعب مع نادي روما.

## روابط خارجية
- إنريكو بريغنولا على موقع قاعدة بيانات كرة القدم.إي يو (الإنجليزية)
- إنريكو بريغنولا على موقع بيانات كرة القدم. دي إي (الألمانية)
- إنريكو بريغنولا على موقع ليكيب (الفرنسية)
- إنريكو بريغنولا على موقع Soccerbase.com (لاعب) (الإنجليزية)
- إنريكو بريغنولا على موقع Soccerway.com (الإنجليزية)
- إنريكو بريغنولا على موقع عالم كرة القدم.نت (الإنجليزية)